# Vicente Ameztoy
Vicente Ameztoy Olasagasti (San Sebastián, 30 de enero de 1946 - Villabona, 6 de noviembre de 2001) es un pintor español de estilo figurativo próximo al surrealismo.
Se trata de uno de los creadores más singulares e inclasificables de la pintura figurativa vasca. Se distancia totalmente de la vanguardia abstracta de Jorge de Oteiza, Eduardo Chillida, etc., y al mismo tiempo de la figuración más asociada a la tradición local: de formas rotundas, apegada a lo real y sobria de color. Es considerado «el surrealista vasco más importante», dentro del resurgimiento de dicha tendencia a partir de los 70. 

## Vida y obra
Vicente Ameztoy se inició en la pintura de la mano de Ascensio Martiarena. Fue muy precoz: expuso por primera vez a los 14 años, a los 16 años ganó un premio, y a los 18, en 1964, participó en el Festival de los Dos Mundos de Spoleto (Italia).
Asistió a clases de pintura para ingresar en la Escuela de Bellas Artes de San Fernando, de Madrid, pero pronto las dejó y se puede decir que fue autodidacta casi por entero. Con todo, esta etapa le permitió conocer el arte de Antonio López, que fue una de sus influencias principales.
Su estilo quedó conformado en los años 70. De ello es ejemplo su óleo La familia (1975; ARTIUM de Vitoria). Se decantó decididamente por una figuración de cristalina ejecución, influida por René Magritte y por el renacentista Arcimboldo. Ameztoy mezcló paisaje vasco y elementos oníricos, por medio de una imaginación fértil y una ambigüedad poética. Es surrealista, pero sin las estridencias del Dalí más efectista. 
En 1976, fue incluido en una colectiva de arte vasco en Barcelona (Galería Totem) y se le dedicó una individual en la galería Juana Mordó de Madrid. Participó también en la muestra New Spanish Painting de Nueva York (Hasting Gallery/Spanish Institute).
La mayor parte de su producción se centra en la temática del paisaje y el retrato, inspirada en el entorno familiar. El impacto del surrealismo de Magritte se manifiesta de manera constante en sus pinturas, mezclado a veces con recetas compositivas del primer renacimiento italiano. Muchas de sus figuras humanas tienen cabeza, extremidades o partes de origen vegetal, al modo de los rostros-bodegones de Arcimboldo. En algún aspecto, Ameztoy puede conectar con Andrés Nagel, pero mantiene una depuración formal, de líneas limpias y color refinado, muy distinta al arte povera, de objetos reciclados, de Nagel.
Colaboró en la dirección artística de la película Vacas (1992), de Julio Medem. Su última gran obra (1993-2000) fue un conjunto pictórico en la ermita de Nuestra Señora de Remelluri en Labastida (Álava), vinculada a las bodegas Remelluri; consta de un cuadro de El Paraíso y una serie de santos de cuerpo entero.
La lentitud de Ameztoy en el proceso creativo, tanto en la concepción como en la ejecución, explica lo corto de su obra, que escasea en el mercado y permanece en gran parte oculta al público, en manos privadas. Existen ejemplos relevantes de su arte en el ARTIUM de Vitoria y en el Museo de Bellas Artes de Bilbao, que posee cuatro pinturas; a destacar La boca (1979), adquirida en 2004, el delirante Retrato de Juan Luis Goenaga (1976), adquirido en 2013  Archivado el 29 de julio de 2020 en Wayback Machine., y el sarcástico Poxpolinak (1977), alusivo al presidente Carlos Arias Navarro, recibido por donación en 2015  Archivado el 1 de agosto de 2020 en Wayback Machine..
En 2019-20, el museo bilbaíno y el Círculo de Bellas Artes de Madrid organizaron una ambiciosa antológica sobre el artista .